# Proablepharus
Proablepharus — рід сцинкоподібних ящірок родини сцинкових (Scincidae). Представники цього роду є ендеміками Австралії.

## Види
Рід Proablepharus нараховує 2 види:
- Proablepharus reginae (Glauert, 1960)
- Proablepharus tenuis (Broom, 1896)

## Етимологія
Наукова назва роду Proablepharus походить від сполучення слова дав.-гр. προ — близько, перед і наукової назви роду Ablepharus Fitzinger, 1823.